# Elizabeth Wilkinson
Elizabeth Wilkinson, aussi connue sous le nom d'Elizabeth Stokes, est une boxeuse à mains nues et une praticienne des arts martiaux historiques européens active en Angleterre dans les années 1720 et au début des années 1730. Elle est l'une des premières boxeuses connues. Au cours de ses dix ans de carrière, elle a la réputation d'avoir remporté 45 combats de suite, bien qu'aucune donnée officielle sur sa carrière ne subsiste de cette époque. Plus tard, elle participe à des combats avec son mari, également boxeur, contre d'autres couples mixtes. Elle manie aussi les dagues, les épées courtes et les bâtons.

## Biographie
On possède peu d'informations sur la vie de Wilkinson en dehors du ring. Dans une annonce faisant la promotion d'un de ses matchs, elle affirme venir « de la célèbre ville de Londres ». Comme la plupart des boxeurs anglais du début du XVIIIe siècle, elle semble être issue de la classe ouvrière.
Elle pourrait avoir un lien de parenté avec le boxeur Robert Wilkinson, pendu pour meurtre le 24 septembre 1722, peu de temps après le premier match connu d'Elizabeth. Il est aussi possible que « Wilkinson » n'ait pas été son vrai nom de famille et qu'elle l'ait choisi comme nom de scène en référence à Robert Wilkinson.
Elizabeth Wilkinson épouse le boxeur James Stokes,,. De 1722 à 1726, elle combat sous le nom d'Elizabeth Stokes.
Après ses derniers combats documentés en 1733, les archives ne contiennent aucune trace de son existence.

## Carrière de boxeuse
En juin 1722, Wilkinson défie Hannah Hyfield de Newgate Market,. C'est peut-être l'un des premiers combats féminins de boxe à Londres. Son défi, publié dans un journal londonien, est formulé ainsi : « Moi, Elizabeth Wilkinson, de Clerkenwell, ayant eu une altercation avec Hannah Hyfield et exigeant satisfaction, je l'invite à me rencontrer sur scène et à boxer avec moi pour trois guinées ». Il est précisé que chaque femme doit tenir une demi-couronne dans chaque main, une règle qui empêche d'utiliser ses doigts pour griffer l'adversaire, une attaque courante dans la boxe du XVIIIe siècle. La même année, elle combat une marchande de poisson du nom de Martha Jones, qu'elle aurait battue après vingt-deux minutes.
Au XVIIIe siècle, les combats de boxe se déroulent toujours à mains nues et les combats se poursuivent parfois sans interruption jusqu'à ce qu'un concurrent s'effondre. Wilkinson manie aussi les dagues, les épées courtes et les bâtons et il est possible qu'elle ait fait la majorité de ses combats avec des armes. À l'époque, il est courant pour les femmes de se battre seins nus. Wilkinson et ses adversaires se définissent comme des athlètes sérieuses en combattant entièrement habillées. Une publicité de 1726 indiquant que les boxeuses « se battent en portant des vestes en tissu, des jupons courts, arrivant juste en dessous du genou, des caleçons hollandais, des bas blancs et des escarpins, ».
Wilkinson devient célèbre dans les salles de boxe de James Figg. Figg et Wilkinson sont tous deux des experts en autopromotion, et Wilkinson se livrait fréquemment au trash-talking dans ses publicités,. Par exemple, dans une acceptation publiée d'un défi lancé par Ann Field, une conductrice de Stoke Newington, Wilkinson a déclaré que « les coups que je vais lui infliger seront plus difficiles à digérer pour elle que tous ceux qu'elle a donnés à ses ânes ». En 1726, Wilkinson se bat aussi fréquemment dans l'amphithéâtre de boxe de James Stokes.
Bien que les journaux britanniques des années 1720 annoncaient des combats, ils ne rapportaient pas les résultats, de sorte qu'il n'existe aucun compte rendu définitif des victoires et des défaites de Wilkinson. Cependant, d'après les annonces des combats, elle semble avoir été invaincue pendant la majeure partie de sa carrière. En octobre 1726, un journal londonien annonce un combat entre Wilkinson et Mary Welch, une boxeuse irlandaise, prévu à l'amphithéâtre de James Stokes. Dans l'annonce, Welch qualifie Wilkinson de « la célèbre championne d'Angleterre », et dans sa réponse, Wilkinson affirme être invaincue. Dans des publicités pour d'autres combats, elle est qualifiée de « Championne invincible de la ville », « Championne européenne », « Championne Cockney » et « l'héroïne la plus puissante de Grande-Bretagne ».
Plus tard dans sa carrière, Wilkinson et son mari participent à de nombreux combats en couples mixtes. Dans le premier de ces combats, son ancienne adversaire Mary Welch et son entraîneur Robert Baker défient « M. Stokes et sa brave Virago amazone » en juillet 1727. Thomas et Sarah Barret lancent un défi similaire en décembre 1728. Dans sa réponse, James Stokes note qu'Elizabeth était « censée ne plus se battre en public » mais « mon épouse ne doute pas qu'elle se couvrira de gloire et espère donner une satisfaction générale à tous les spectateurs ». Bien qu'elle ait exclusivement boxé contre d'autres femmes, une publicité de 1733 suggère qu'elle a peut-être combattu lors d'un match d'escrime contre un certain Edward Sutton.
En plus des combats, Wilkinson entraîne des jeunes boxeuses. Une annonce indique que deux de ses élèves combattront six rounds avec des bâtons et que ces rounds seront intercalés entre ceux du combat de Wilkinson.
Wilkinson continue à apparaître dans les annonces de boxe jusqu'en 1733 au moins, date à laquelle elle affirme avoir combattu 45 matchs et être restée invaincue. Elle disparaît des archives historiques après son dernier combat annoncé.

## Postérité
La boxe féminine va à l'encontre des attitudes des classes moyennes et supérieures pendant la carrière de Wilkinson. La carrière de Wilkinson semble avoir été couronnée de succès même si elle défie les rôles de genre de son époque. Wilkinson est célébrée comme une boxeuse talentueuse jusqu'au début des années 1800, gagnant les éloges du journaliste sportif  Pierce Egan (en) dans son livre Boxiana, publié en 1813,. Les écrivains James Peller Malcolm (en) et Thomas Moore font également référence à Wilkinson de manière positive.
Les références à Wilkinson deviennent de plus en plus rares et négatives plus tard au XIXe siècle, sous l'ère victorienne qui voit une redéfinition stricte des rôles de genre. Les écrivains de l'époque décrivent alors Wilkinson comme une curiosité historique, ou la traitent comme la preuve de la barbarie et des manquements moraux du XVIIIe siècle.